# سات‌رع
| ra | G39 | t |

| ra | G39 | t |

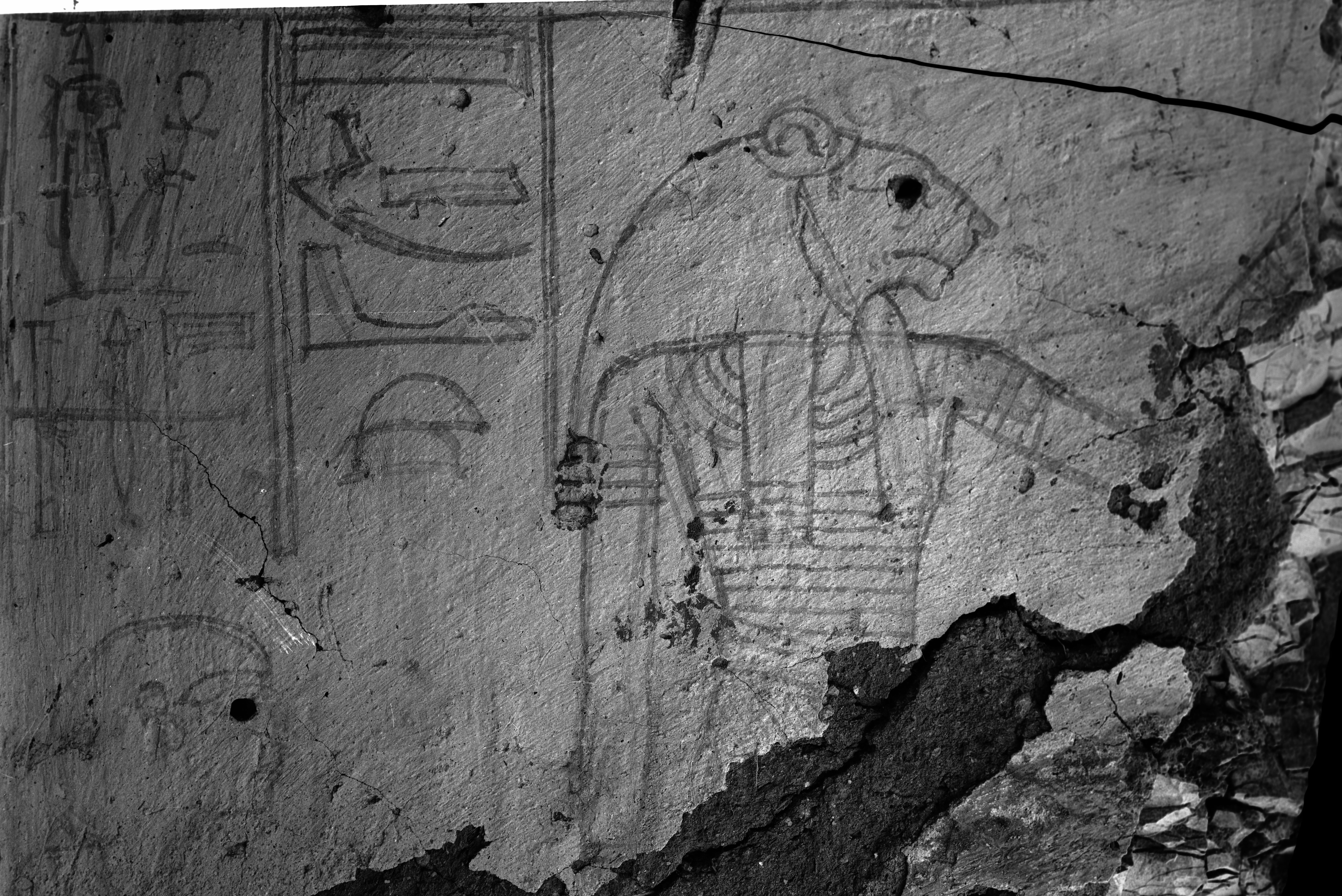
تزئینات ناتمام مقبره QV38، عکس ۱۹۰۳-۱۹۰۵

سات‌رع (انگلیسی: Sitre) یا تیا-سات‌رع همسر بزرگ سلطنتی فرعون رامسس یکم و مادر فرعون ستی یکم بود.
او در مقبره شمارهٔ کیو.وی.۳۸ در دره ملکه‌ها به خاک سپرده شد. این مقبره قبلاً توسط کارل ریچارد لپسیوس (مقبره ۱۳) و جان گاردنر ویلکینسون (مقبره ۱۹) توصیف شده بود. این مقبره ممکن است توسط پسرش ستی یکم سفارش داده شده باشد. به همین دلیل است که او را مادر پادشاه در آرامگاهش می‌نامند. دکوراسیون مقبره ناتمام بود و فقط از نقاشی‌های خطی تشکیل شده بود. عدم وجود لقب دختر پادشاه برای او نشان می‌دهد که سات‌رع تبار غیر سلطنتی داشته است.
در مقاله برتا پورتر و رزالیند ماس شرحی از صحنه‌های مشخص شده در مقبره داده شده است. تزیینات شامل تصاویر ایمستی، دواموتف، آنوبیس، ماعت، ایر-رینیف-جیسف، نفتیس، سرکت، یک میمون و دو بابون در کیوسک است. ملکه سات‌رع بیشتر نشان داده شده است که در حضور ناعوس نشسته است. صحنه دیگر، خدایی با سر شیر را نشان می‌دهد و بعد از آن ماعت. صحنه‌های دیگر شامل کیوسکی حاوی خدای سر گربه و آنوبیس، حاپی، قبح‌سنوف، حوروس-ایرباقف، تحوت، ایزیس، نیث، حوروس و کیوسکی حاوی موت به‌عنوان کرکس، خدای سر پرنده و خدای تمام‌صورت است. دو کرجی با سه خدا در زیر آن نشان داده شده است.